# Plomin Luka
Plomin Luka je naselje u Republici Hrvatskoj, u sastavu Općine Kršan, Istarska županija. 

## Šport
U Plomin Luci održava se automobilistička utrka na kronometar.
- NK Plomin

## Stanovništvo
Prema popisu stanovništva iz 2001. godine, naselje je imalo 204 stanovnika te 71 obiteljskih kućanstava.
| broj stanovnika |       |       | 252   | 353   | 410   | 448   |       |       | 357   | 257   | 310   | 286   | 222   | 192   | 204   | 173   | 143   |
|                 | 1857. | 1869. | 1880. | 1890. | 1900. | 1910. | 1921. | 1931. | 1948. | 1953. | 1961. | 1971. | 1981. | 1991. | 2001. | 2011. | 2021. |

## Galerija
- Plominski zaljev kod Plomin Luke
- Plominski zaljev kod Plomin Luke